# Fernand Braudel
Fernand Paul Achille Braudel (Luméville-en-Ornois, 24 agosto 1902 – Cluses, 27 novembre 1985) è stato uno storico francese.
È stato uno dei principali esponenti della École des Annales, una scuola storiografica che studia la storia delle civiltà indagando i cambiamenti politici, sociali, economici e culturali a lungo termine, secondo una prospettiva comparata, in netta opposizione alla storia dei singoli avvenimenti. Storico dell'età moderna e dell'economia, Braudel è ritenuto uno dei massimi storici del XX secolo. È stato direttore della VI sezione dell'École pratique des hautes études (sezione divenuta poi l'École des hautes études en sciences sociales) di Parigi. È stato primo presidente dell'Istituto Internazionale di Storia Economica "F. Datini" (1968-1984).

## Biografia

### Infanzia e influenze culturali
Fernand Braudel nasce nel 1902 in un piccolo villaggio della Mosa, Lumeville-en-Ornois, a una quarantina di chilometri a sud di Bar-le-Duc. Suo padre, insegnante nella regione parigina, ha lì i suoi legami familiari. Da questa parte della campagna lorenese che ha tanto amato nella sua gioventù, e che ricorderà nella sua vecchiaia, trarrà la nozione dell'importanza della vita quotidiana. «Sono uno storico dalle radici contadine», dirà orgogliosamente.
Fernand Braudel diviene rapidamente cosciente del peso della storia in questa regione di frontiera: è un ragazzo di 12 anni, molto patriottico, quando vede la guerra passare vicino alla sua regione.
«Anziché avere la Francia davanti a noi, attorno a noi, noi lorenesi, l'abbiamo dietro di noi». Quel «noi lorenesi» indica l'attaccamento alle sue radici. Il suo sogno di gioventù è di fare la carriera di professore a Bar-le-Duc. «Se l'università fosse stata gentile con me, sarei stato nominato nel 1923 all'istituto universitario di Bar-le-Duc, dove avrei fatto tutta la carriera». I suoi studi per il diploma di studi superiori sono consacrati a Bar-le-Duc.

### Formazione
Inizia la scuola a Parigi nel 1909, e avrà un cursus scolastico e universitario di rapidità straordinaria. Accettato alla agrégation di storia nel 1923, a 21 anni è nominato professore, e insegna dal 1924 al 1932 in Algeria, prima a Costantina quindi ad Algeri. Dal 1932 al 1935 insegna negli istituti universitari Pasteur, Condorcet ed Henri IV a Parigi prima di essere incorporato, dal 1935 al 1936, nella missione francese d'insegnamento in Brasile, a San Paolo. Nel 1937, entra alla École pratique des hautes études come direttore della sezione di filosofia della storia. In questo periodo di formazione è sotto la guida di Lucien Febvre, il suo futuro relatore.
L'influenza di Lucien Febvre, che incontrò su una nave in Atlantico rientrando dall'America latina nel 1937, e dei geografi che lo hanno formato negli anni 1920 fanno di Braudel un erede diretto di Paul Vidal de la Blache. Questa genesi spiega la scelta, allora profondamente innovatrice, di prendere per argomento di tesi un'area geografica. Il Mediterraneo e il mondo mediterraneo all'epoca di Filippo II, discussa nel 1947 e pubblicata nel 1949, la grande opera di Braudel, un monumento della storiografia del XX secolo, resterà un'opera unica nel contesto dell'epoca. Nel 1938, per la crescente minaccia nazista, Braudel viene arruolato nell'esercito. Fatto prigioniero a seguito della capitolazione francese, è detenuto in Germania dal 1940 al 1945.
Liberato, dirige dal 1946 al 1968, prima con Lucien Febvre e poi da solo, la rivista Annales, prima di lasciare il posto a Jacques Le Goff. Fonda nel 1949 il "Centro di ricerca storica" che diventerà nel 1975 la École des hautes études en sciences sociales. È in cattedra al Collège de France nel 1949 (cattedra di Histoire de la civilisation Moderne) dove insegnerà fino al 1972. Dal 1956 al 1972 presiede la VI sezione della École Pratique des Hautes Études (creata nel 1947) succedendo a Lucien Febvre, e redige una serie di articoli metodologici che riunirà nel 1969 nel libro Scritti sulla storia. Scrive anche L'identità della Francia e si lancia alla fine degli anni 1950 in un'opera monumentale, Civiltà materiale, economia e capitalismo dal XV al XVIII secolo in 3 volumi, pubblicata nel 1960.
Nel 1962 fonda la Maison des sciences de l'Homme a Parigi grazie a un finanziamento della fondazione Rockefeller. La sua fama è ormai mondiale: è il corrispondente di molte accademie straniere, in particolare quelle di Budapest, Monaco, Madrid, Belgrado, e riceve la nomina di dottore honoris causa da molte università, in particolare Oxford, Bruxelles, Madrid, Varsavia, Cambridge, Yale, Ginevra, Padova, Leida, Montréal, Colonia, Chicago.
I suoi scritti saranno tradotti nel mondo intero: Il Mediterraneo e il mondo mediterraneo all'epoca di Filippo II, in inglese, spagnolo, tedesco, portoghese, polacco, turco, italiano, serbo-croato, cinese, ungherese, coreano, russo, bulgaro. È eletto all'Académie française il 14 giugno 1984, a occupare il seggio di André Chamson. Muore il 27 novembre 1985 dopo avere ristrutturato la ricerca francese e aver partecipato all'elaborazione di un nuovo metodo storico, del quale Mediterraneo è un ottimo esempio.

## Metodo
Braudel articolò la sua ricerca in tre punti: modello, struttura e durata.
Il modello consiste nel tentativo di interpretare la realtà. «Se è vero che la storia non si fa con i se le ipotesi avanzate dallo storico francese inducono il lettore a compiere un affascinante sforzo di immaginazione, proiettandolo oltre i rigorosi confini tracciati dalla ricostruzione storica degli eventi».
La struttura è la realtà durevole che permane al di sotto degli avvenimenti politici.
La longue durée è una struttura sociale che resiste con forza alle sollecitazioni.

### Civiltà e imperi all'epoca di Filippo II
Durante la prigionia in Germania dal 1940 al 1945, dispensa corsi di storia ai suoi compagni di prigionia e inizia la redazione della sua tesi principale. Le schede e le note accumulate a migliaia negli anni trenta erano state messe al sicuro dalla moglie Paule Braudel, ed è dunque confidando nella sola memoria che mette per iscritto tutta la sua conoscenza sul Mediterraneo all'epoca di Filippo II.
Diverrà poi la sua tesi di dottorato, discussa nel 1947 e pubblicata nel 1949, con la quale conseguirà il titolo di dottore in lettere. Il lavoro ha già notevoli ripercussioni fra gli storici, e anche fra i non specialisti.
Il contributo fondamentale della sua opera consiste in:
- un'inversione volontaria di peso dell'oggetto studiato (il Mediterraneo, a scapito di Filippo II) rispetto ai canoni allora dominanti nella storia politica;
- un nuovo approccio della periodizzazione storica.

Divide il tempo in tre parti:
- una storia quasi immobile, le cui fluttuazioni sono quasi impercettibili, che riguarda le relazioni tra l'uomo e l'ambiente (influenza di Paul Vidal de la Blache);
- una storia lievemente più mossa, la storia sociale, riguardante i gruppi umani;
- la storia effettiva, quella dell'agitazione di superficie.

Dei due tomi di cui si compone l'opera, la storia effettiva, cioè quella politico-diplomatica, occupa soltanto poco meno dell'ultima metà del secondo tomo: nella descrizione dei motivi per i quali le campagne del Sultano sul Caucaso ristagnano, di quelli per cui il Conestabile di Montmorency fallisce nelle sue tecniche di governo della Francia o di quelli per cui don Giovanni d'Austria vince a Lepanto, ad esempio, vi è sempre il richiamo alle acquisizioni conoscitive della prima parte, in ordine agli elementi naturali (stasi degli eserciti durante la cattiva stagione), sociali (espressi nei ceti in lotta nella guerra di religione in atto in Europa) e tecnologici (competenza migliore dell'arsenale marittimo veneziano).

### Civiltà materiale, economia e capitalismo, XV-XVIII secolo
L'anno 1979 segna il secondo picco nella carriera editoriale di Fernand Braudel. In questo lavoro, Braudel difende in particolare l'idea che il capitalismo non è un'ideologia ma un sistema economico elaborato gradualmente da un gioco di strategia di poteri. Braudel nei tre volumi di Civiltà materiale, economia e capitalismo, XV-XVIII secolo (1979), un ampio studio del capitalismo preindustriale a livello mondiale, si sofferma sui temi economici che avevano interessato gli storici degli Annales negli anni 30 ma che erano stati trascurati da questa scuola. Non si tratta di una ricerca originale ma piuttosto di una sintesi del grande lavoro svolto da molti studiosi, lavoro in parte da aggiornare. Braudel preferisce il dettaglio descrittivo piuttosto che la costruzione teoretica, evita tutte le teorie economiche, e usa i dati statistici come illustrazione piuttosto che come strumento di analisi.
Braudel sostiene che i capitalisti sono stati tipicamente dei monopolisti, ma non, come si ritiene normalmente, degli imprenditori che operano in mercati dove vale la libera concorrenza. Egli sostiene che i capitalisti non crearono specializzazioni né usarono liberi mercati. Egli quindi si differenzia profondamente dalle interpretazioni sia dei liberali alla Adam Smith sia di Marx. Nella visione di Braudel, sotto il capitalismo, lo Stato ha servito e serve come garante dei monopolisti piuttosto che come protettore della libera concorrenza come viene comunemente dipinto. Egli disse che i capitalisti hanno avuto dalla loro parte il potere e l'astuzia, e con queste armi si sono schierati contro la maggioranza della popolazione. Pochi storici hanno seguito questa indicazione a eccezione di Immanuel Wallerstein.

### Grammatica delle civiltà
In quest'opera apparsa nel 1987, Braudel descrive in modo preciso le mentalità, le identità e le particolarità specifiche di ogni civiltà nel mondo (civiltà arabo-islamica, cinese, mongola, indiana, africana, europea...).

### La rivistaAnnales
Proseguendo l'opera del cofondatore della rivista, Lucien Febvre, dirige dal 1946 al 1968 la rivista Annales, pubblicando articoli di Roland Barthes, Emmanuel Le Roy Ladurie e Georges Duby.

## Edizioni italiane delle opere
- Civiltà e imperi del Mediterraneo nell'età di Filippo II (2 voll.), traduzione di Carlo Pischedda, Collana Biblioteca di cultura storica n.48, Torino, Einaudi, I ed. 1953-1985; Collana Piccola Biblioteca n.85, Einaudi, 1977; Collana Piccola Biblioteca n.471, Einaudi, Torino, 1994.
- Il mondo attuale (2 voll.), Le civiltà extraeuropee, Le civiltà europee, Collana Piccola Biblioteca n.55, Torino, Einaudi, 1966. trad. Gemma Miani
- Problemi di metodo storico, a cura di, Bari-Roma, Laterza, 1973.
- Scritti sulla storia, Milano, A. Mondadori, 1973.
- La storia e le altre scienze sociali, a cura di, Bari-Roma, Laterza, 1974.
- Capitalismo e civiltà materiale (secoli XV-XVIII), Torino, Einaudi, 1977.
- La dinamica del capitalismo, Bologna, il Mulino, 1977.
- Il secondo Rinascimento. Due secoli e tre Italie, traduzione di Corrado Vivanti, presentazione di Maurice Aymard, Collana Biblioteca di cultura storica, Torino, Einaudi, 1986, ISBN 88-06-59364-1.
- I tempi della storia. Economie, società, civiltà, Bari, Dedalo, 1986. ISBN 88-220-0516-3
- L'identità della Francia

I, Spazio e storia, Milano, Il Saggiatore, 1986. ISBN 88-428-0018-X.
II, Gli uomini e le cose, Milano, Il Saggiatore, 1988. ISBN 88-04-31919-4.
- Civiltà materiale, economia e capitalismo. Secoli XV-XVIII

I, Le strutture del quotidiano, Collana Biblioteca di cultura storica, Torino, Einaudi, 1982. ISBN 88-06-04813-9
II, I giochi dello scambio, Collana Biblioteca di cultura storica, Torino, Einaudi, 1981. ISBN 88-06-05303-5
III, I tempi del mondo, Collana Biblioteca di cultura storica, Torino, Einaudi, 1982. ISBN 88-06-05321-3.
- Una lezione di storia. [Châteauvallon, Giornate Fernand Braudel, 18-19-20 ottobre 1985], Collana Piccola Biblioteca, Einaudi, 1988, ISBN 88-06-11383-6.
- Il Mediterraneo. Lo spazio e la storia, gli uomini e la tradizione, Milano, Bompiani, 1987.
- Scritti sulla storia II, Collana La Cultura, Milano, Il Saggiatore, 1991.
- L'Europa e gli europei, Roma-Bari, Laterza, 1992. ISBN 88-420-4082-7
- Storia, misura del mondo, Bologna, il Mulino, 1998. ISBN 88-15-06719-1
- Memorie del Mediterraneo. Preistoria e antichità, Milano, Bompiani, 1998. ISBN 88-452-3152-6
- Espansione europea e capitalismo, 1450-1650, Bologna, il Mulino, 1999. ISBN 88-15-06886-4

## Onorificenze

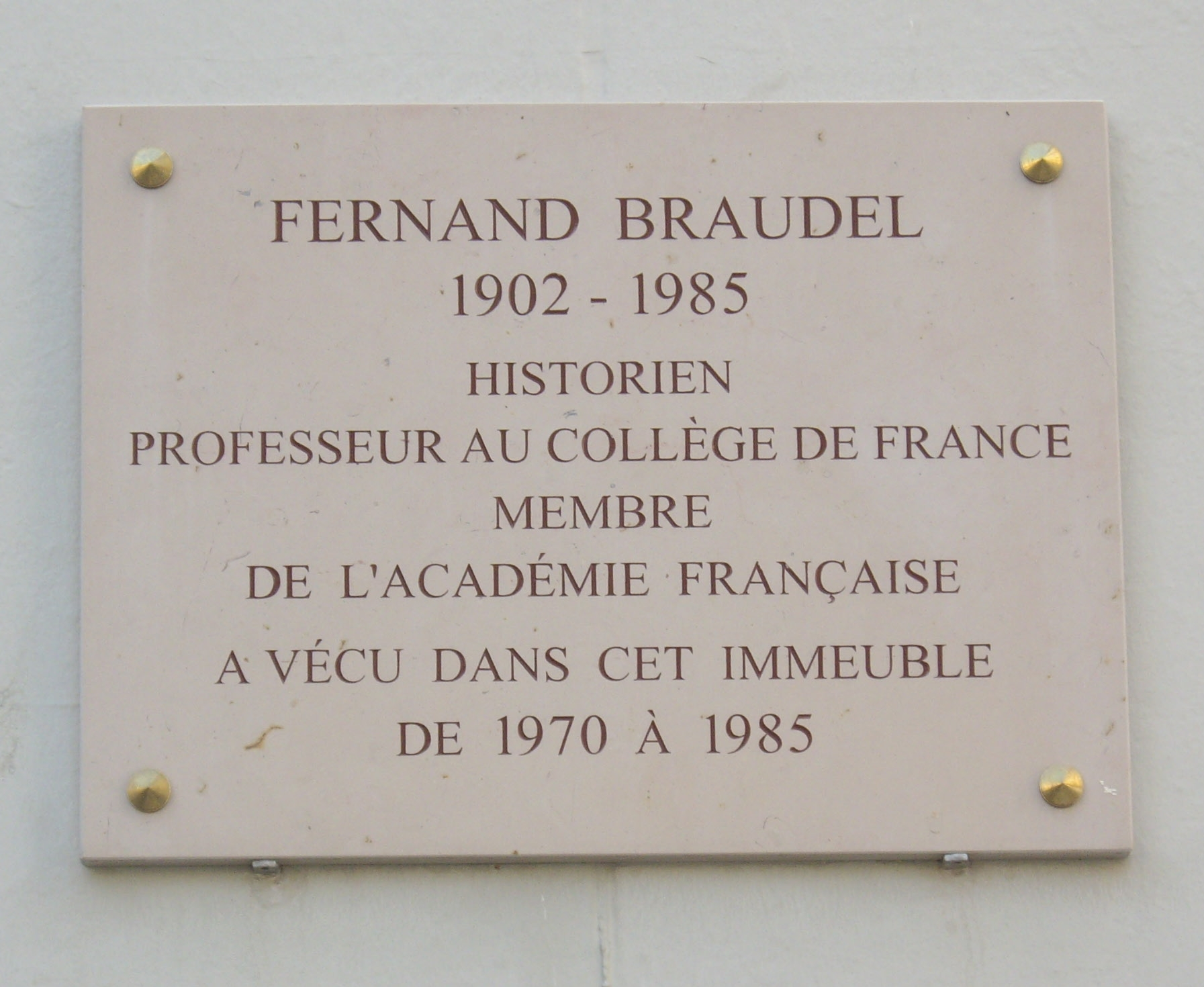
Targa posta in memoria di Fernand Braudel a Parigi